# Incêndio no Edifício Joelma
O Incêndio no Edifício Joelma faz referência a uma tragédia ocorrida em 1º de fevereiro de 1974, no atualmente denominado Edifício Praça da Bandeira, na região central de São Paulo, Brasil, e que provocou a morte de 187 pessoas e deixou mais de 300 feridos.
O incêndio aconteceu menos de dois anos após outro prédio arder em chamas no centro da cidade, o Edifício Andraus. A tragédia do Joelma é o segundo pior incêndio em arranha-céu por número de vítimas fatais, atrás do colapso das Torres Gêmeas do World Trade Center em Nova York, em 11 de setembro de 2001.

## O incêndio
Concluída sua construção em 1971, o Edifício Joelma foi imediatamente alugado ao Banco Crefisul de Investimentos. No começo de 1974, a empresa ainda terminava a transferência de seus departamentos, quando no dia 1º de fevereiro, às 8h45 de uma chuvosa sexta-feira, um curto-circuito em um aparelho de ar condicionado no 12º andar deu início a um incêndio, que rapidamente se espalhou pelos demais pavimentos. As salas e escritórios do Joelma eram configurados por divisórias, com móveis de madeira, pisos acarpetados, cortinas de tecido e forros internos de fibra sintética, condição que contribuiu sobremaneira para o alastramento incontrolável das chamas.
Quinze minutos após o curto-circuito era impossível descer as íngremes escadas, localizadas no centro dos pavimentos, que foram bloqueadas pelo fogo e a fumaça. Os corredores, por sua vez, eram estreitos. Na ausência de uma escada de incêndio, muitas pessoas ainda conseguiram se salvar ao contrariar as normas básicas e descer pelos elevadores, mas estes também logo deixaram de funcionar, quando as chamas provocaram a pane no sistema elétrico dos aparelhos e a morte de uma ascensorista no 20º andar.
Nos braços da mãe, que saltou para a morte no 15º andar, uma criança de um ano e meio foi salva em um dos episódios mais dramáticos do incidente. A multidão acompanhou o salto bem em frente ao prédio. O choro da criança, levada imediatamente ao Hospital das Clínicas, foi ouvido logo após o impacto da queda. No último andar, segundo o depoimento de Ivã Augusto Pires, coordenador do Serviço de Transportes da Câmara, um rapaz jogou-se ao chão e aproximou-se de gatinhas da borda do terraço. Mas uma labareda fez com que ele escorregasse e ficasse suspenso no ar, segurando no parapeito até não mais aguentar e despencar na rua.
Sem ter como deixar o prédio, muitos tentaram abrigar-se nos banheiros e parapeitos das janelas. Outros sobreviventes concentraram-se no 25º andar que tinha saída para dois terraços. Lembrando-se de um incidente similar ocorrido no Edifício Andraus, dois anos antes, em que as vítimas foram salvas por um helicóptero, que pousou em um heliponto no topo do prédio, elas esperavam ser resgatadas da mesma forma.
Na rua os bombeiros tentavam agir em meio à confusão estabelecida pela Polícia Civil, curiosos, PMs, médicos, enfermeiros, soldados do Exército e até escoteiros. Homens e mulheres, alguns em trajes menores, os rostos escurecidos pela fuligem, agitavam-se freneticamente nas janelas tentando chamar a atenção. Mas os helicópteros não conseguiam pousar no terraço escaldante e seus cabos de aço pendiam inutilmente. As escadas Magirus, de 40 metros, não chegavam aos andares mais altos. No 20º andar, seis pessoas equilibravam-se em um pequeno patamar. Quase não havia lugar para todas. Um rapaz de terno azul agarrava-se muito precariamente a uma parte saliente, uma das pernas já do lado de fora do edifício, como se fosse saltar. Embaixo, os bombeiros acenavam e pediam calma. O fogo acabou, só um pouco mais de paciência, gritava um policial por um megafone. Outros pintaram num amarelo muito vivo, sob grandes faixas de pano - O fogo já apagou! e Coragem, vamos salvá-los! O som do megafone aparentemente não chegou a eles, mas ao ver as faixas um dos rapazes fez um sinal positivo com o polegar, puxou um lenço verde e acenou.

## Resgate
O Corpo de Bombeiros recebeu a primeira chamada às 9h03. Dois minutos depois, viaturas partiram de quartéis próximos, mas devido às condições adversas no trânsito, só chegaram no local às 9h10, quando as chamas já atingiam o 20º andar e várias pessoas começaram a se atirar do prédio.

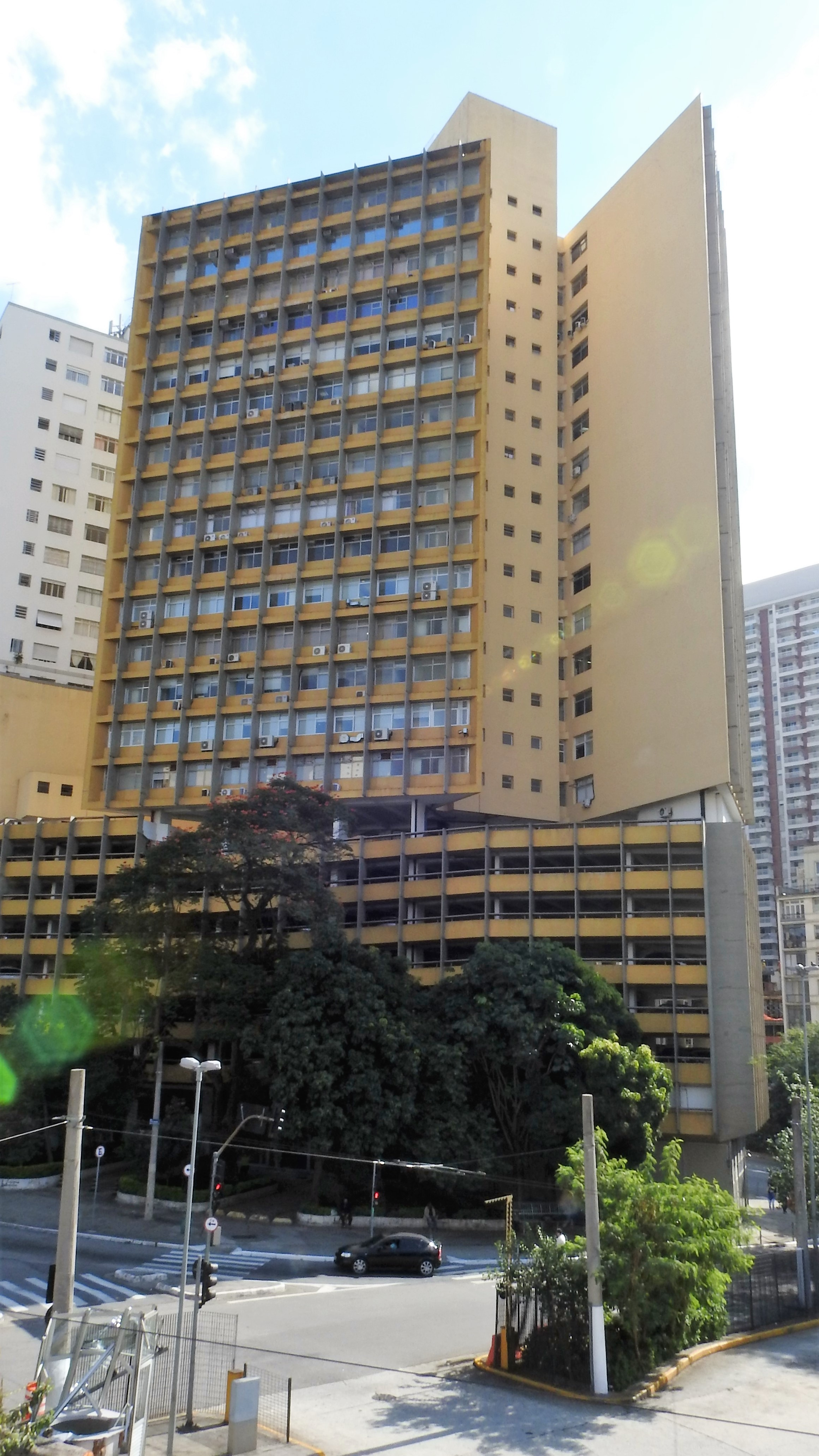
O Edifício Praça da Bandeira, antigo Joelma, em 2016.

O socorro mobilizou 1 500 homens, entre bombeiros e tropas de segurança, as equipes de cinco hospitais estaduais e outros privados, quatorze helicópteros, trinta e nove viaturas e todas as ambulâncias da rede hospitalar. Todos os carros-pipa da Prefeitura e vários particulares, além de um grande número de voluntários que antecederam os pedidos das autoridades para doação de sangue. A fim de garantir o livre acesso de ambulâncias e de veículos dos bombeiros ao prédio incendiado, convocaram-se tropas de choque do Regimento 9 de Julho, do Exército e da Polícia Militar, além da Companhia de Operações Especiais e do Departamento do Sistema Viário. Um esquema de emergência foi armado nas imediações do prédio, onde se concentraram milhares de curiosos.
Aos 250 bombeiros da capital, juntou-se o reforço de um destacamento de Santo André. Policiais Militares especializados, da Companhia de Operações Especiais (COE) também participaram do trabalho de socorro. Quando a primeira guarnição chegou, comandada pelo sargento Rufino Rodrigues de Oliveira, o fogo consumia só o centro do prédio, mas avançava rapidamente para tomar toda a estrutura. O sargento lamentou não ter podido vir de helicóptero para lançar cordas e escadas pelas laterais ainda intactas do edifício. Como estavam de carro-tanque e as escadas Magirus ainda não haviam chegado, começaram a atirar cordas para subir. O sargento conta que ao chegar ao 12º andar, sua primeira providência foi apagar três corpos em chamas. Logo que uma das quatro escadas Magirus foi instalada, organizou a descida.
Ele carregava pela escada uma menina desmaiada quando uma pessoa se jogou do 19º andar e bateu no corpo de uma outra, que também se jogara do 16º. O peso dos dois arrancou a garota de suas costas e ele só não caiu porque seu pé se enganchou num dos ferros laterais da escada. Na queda morreram dois, mas o que pulou do 19º andar se salvou com ferimentos graves. Os bombeiros usaram quatro jatos de água combatendo o fogo, mas logo de início tiveram problemas, pois os hidrantes da região estavam com defeito. A solução chegou quando a Prefeitura enviou ao local trinta caminhões-pipa. A exemplo do que ocorrera no incêndio do Edifício Andraus, faltavam equipamentos, embora desta vez tenham podido usar duas novas escadas de 45 metros que foram anexadas às menores para chegar ao 16º pavimento.
Enquanto um grupo de bombeiros tentava penetrar no prédio, outros procuravam salvar pessoas que se encontravam nas janelas pela parte externa com as Magirus. Um helicóptero do SAR, da FAB, fazia o resgate dos sobreviventes que se encontravam no telhado e que eram auxiliados por homens do COE e pelos tripulantes. Outros treze helicópteros do Governo e de empresas particulares não puderam aproximar-se muito, mas atiraram cordas, sacos de leite e água e tubos de oxigênio aos que se achavam no teto. Depois participaram do transporte dos feridos para os hospitais.
De acordo com o testemunho de um bombeiro, passava das dez da manhã quando os corpos começaram a cair como moscas. Todos queriam sair do edifício de qualquer maneira. Alguns chegaram a pular três andares, com o risco de despencar, para alcançar os andares inferiores onde chegavam as Magirus. O primeiro a se atirar estava no 15º andar. Durante mais de uma hora ele gritou por socorro, desesperado, as vezes encoberto pela fumaça. Pessoas apavoradas tentavam fazer cordas com tiras de pano, que acabavam arrebentando, não resistindo ao peso do corpo humano. Uma mulher, só de calcinha e sutiã, morreu assim, a cabeça esmigalhada na calçada.
Os cadáveres se amontoavam na rua, protegidos por cobertores, jornais e capas de chuva. Vários minutos depois, um caminhão da polícia e algumas ambulâncias recolheram os primeiros cadáveres e os levaram ao Instituto Médico Legal. No 8º andar os bombeiros encontraram pelo menos onze cadáveres abraçados. O fogo tinha praticamente soldado os corpos.
No 12º andar, dezessete pessoas que o capitão Mazzelli, comandante do COE, pretendia salvar, já estavam mortas quando ele chegou. O oficial subiu com um destacamento especializado. Diante do quadro trágico, cinco mortos no banheiro e doze no saguão, o batalhão começou a sentir-se mal e teve que ser retirado pelo helicóptero. Em outra tentativa de salvamento pelo pessoal da FAB, os bombeiros não conseguiram descer no telhado, não somente pelo intenso calor, mas pelo forte cheiro de carne incinerada. Em volta do edifício a multidão rompia os cordões de isolamento e os militares precisaram muitas vezes usar da força para conter os curiosos. As operações eram orientadas pelo próprio Comandante-Geral da Polícia Militar, Coronel Teodoro Cabette, e pelo Secretário de Segurança Pública, General Sérvulo Mota Lima, que foram para a área logo que tomaram conhecimento da tragédia. Policiais e bombeiros lamentaram que muitas pessoas tenham morrido por falta de calma ao se atirarem do prédio.
Apenas uma hora e meia após o início do fogo é que o primeiro bombeiro conseguiu, com a ajuda de um helicóptero do Para-Sar, o único potente o suficiente para se manter pairando no ar enquanto era feito o resgate, chegar ao telhado. Já então muitos haviam perecido devido à alta temperatura no topo do prédio, que chegou a alcançar 100 graus celsius. A maioria dos sobreviventes conseguiu se salvar por se abrigar sob uma telha de amianto. Quinze bombeiros ficaram intoxicados pela fumaça e muitos fizeram críticas por conta do parco equipamento que dispunham, além dos regulamentos então vigentes de prevenção a incêndios na capital. O Código de Obras do Município de São Paulo, datado de 1934, não dispunha da obrigação de instalações de equipamentos contra o fogo e nem exigia a construção de escadas de emergência. Os recursos concedidos ao Corpo de Bombeiros eram insuficientes, assim como o efetivo da corporação era bastante diminuto.
Por volta de 10h30, o fogo já havia consumido praticamente todo o material inflamável do prédio. O incêndio foi finalmente debelado com a ajuda de doze autobombas, três autoescadas, duas plataformas elevatórias e o apoio de dezenas de veículos de resgate. Apenas às 14h20, todos os sobreviventes haviam sido resgatados.

## Personagens
- Joel Correia - Instalado com seu telescópio numa das extremidades do Viaduto do Chá, comunicou à rádio Jovem Pan a existência de sobreviventes no edifício, mesmo com o incêndio dominado e os pilotos de helicóptero não avistando mais feridos a serem resgatados. Foi o responsável pelo fim do pavor em que se encontravam José Ferreira Couto Filho, Ivan Bezerra, Ibar Rezende, Mauro Ligere Filho, Hiroshi Shimuta e Luiz Carlos Gonzalez. Ele tinha ido visitar um amigo, o gerente da construtora Ferreira Guedes, no 31º andar do edifício Conde Prates. Com o início do incêndio, passou a acompanhar a operação de salvamento com um telescópio. Ao ouvir no rádio a informação de que não havia mais ninguém no prédio, entrou em contato com a Jovem Pan e a informação chegou ao comandante do Corpo de Bombeiros que deu o alarme. O comandante ligou para o escritório onde Joel estava, e ele orientou a localização dos seis homens, no 20º andar, usando o telescópio. Mais tarde o comandante do Serviço de Salvamento do Corpo de Bombeiros reconheceu a ajuda, afirmando que as vítimas estavam realmente vivas e foram salvas.[12]

- Rolf Victor Heuer - Gaúcho, então com 54 anos, passou mais de três horas sentado em um dos parapeitos do edifício esperando para ser resgatado. Enquanto aguardava fumava vários cigarros, e sua imagem de aparente tranquilidade foi captada pelas câmeras dos noticiários de televisão e amplamente reproduzida. Antes de ser salvo, ainda conseguiu subir ao 19º andar, onde acalmou uma mulher que ameaçava se jogar de uma janela. De terno e gravata, dono de uma calma absoluta, ficou em pé do lado de fora do edifício, perto de uma janela. De vez em quando secava o suor do rosto com um lenço. A certa altura o Capitão Caldas, pendurado por um cabo, que por sua vez pendia de um helicóptero, aproximou-se para salvá-lo, mas não conseguiu. Alguns minutos antes de ser resgatado, não aguentou mais o calor e tirou o paletó, a gravata e a camisa. Não se perturbou um só instante, mas quando pisou o chão, começou a chorar. Levou 25 minutos para descer a escada Magirus até chegar à rua.[12]

- José Roberto Viestel - Gerente do estacionamento do edifício, estava em casa quando foi acordado com a notícia do incêndio. Tentou chegar ao local e, impedido pelo trânsito caótico, deixou as chaves de seu carro com um guarda e seguiu a pé. Lá chegando, ajudou os manobristas na retirada dos veículos guardados para evitar o risco de mais explosões, e quando as mangueiras dos bombeiros começaram a falhar providenciou as do estacionamento, que ele mesmo testava uma vez por semana, para o combate ao fogo.[13]

- Celso Bidinguer - 22 anos, estava no 16º andar quando se refugiou no banheiro com outras seis pessoas. Todas as que estavam com ele morreram, mas Celso conseguiu salvar-se porque ao ver da janela do 13º andar, sozinha e amedrontada, a funcionária Tarsila de Souza, que ameaçava se jogar. Ao se aperceber do risco, decidiu salvá-la. Ele amarrou um pedaço de cortina, que levara para o banheiro, na janela e pelo lado de fora do edifício conseguiu descer três andares até chegar junto a Tarsila, com quem ficou mais de duas horas à espera de socorro, vendo as pessoas se jogarem. A escada dos bombeiros só chegava até o 12º andar, portanto, os dois tiveram que descer por cordas. Ambos sobreviveram.[7]

- Rodolfo Manfredo Júnior - 20 anos. Estava datilografando em um escritório do 21º andar quando soube do incêndio. Subiu com dezenas de pessoas para o terraço do prédio, pois os elevadores já não mais funcionavam. Havia cerca de duzentas pessoas comprimidas e aterrorizadas. Ele conta que viu várias se jogarem, outras tirarem a roupa, pois não suportavam mais o calor, além de cerca de trinta que se contorciam em chamas. Ele conta que teve que dar tapas na cara de alguns que pareciam paralisados, incitando-os a se salvarem. Quando a situação ficou mais dramática surgiu um helicóptero da FAB que pairou no terraço. Rodolfo pulou e agarrou-se à aeronave. Ficou com as pernas ao ar, mas foi salvo ao ser puxado para dentro.[7]

- José dos Santos - 20 anos, residente no Jardim Peri, foi o penúltimo funcionário da Crefisul a ser resgatado e salvo pelos bombeiros. Estava no 18º andar quando ocorreu o incêndio e foi para a janela, onde teve que esperar por cerca de quatro horas. Para resgatá-lo os bombeiros tiveram que estender a escada de 45 metros até o 12º andar e prosseguir depois com uma pequena até o 16º andar. Depois, o próprio José amarrou uma corda nas travas da janela e desceu do 18º ao 16º andar, chegando então à escada dos bombeiros numa operação que durou meia hora.[7]

- João Aparecido Frutuoso - 24 anos, analista de contas do Banco Crefisul, tinha organizado o grupo que deixou o 15º andar improvisando cortinas para a descida até o 13º, de onde todos passaram à escada com a ajuda dos bombeiros. Ele conta que viu muita gente cair do patamar do 14º andar, além de muitos que perderam os sentidos por conta da inalação da fumaça. Ficou com as mãos e pés queimados.[7]

## Consequências
A parte do edifício que compreendia os escritórios da Crefisul foi totalmente destruída, mas estava segurada na Companhia Seguradora Santa Cruz. Os sete primeiros andares, de garagens, não foram atingidos pelas chamas. Essa parte, administrada pela Joelma, formava um bloco quase isolado do restante do edifício, tendo portas de emergência e de interligação. Todos os dezessete empregados do estacionamento se salvaram. Dos aproximadamente 756 ocupantes do edifício, 187 morreram e mais de 300 ficaram feridos. A grande maioria das vítimas era formada por funcionários do Banco Crefisul de Investimentos.
Segundo o vice-presidente do Crefisul, Garrett Bouton, 1 016 funcionários trabalhavam no edifício. Desse total, 861 ficavam nos andares superiores à garagem e cerca de 600 já haviam chegado quando o incêndio começou. A firma de limpeza Continental tinha 77 funcionários no prédio.
Até as 18 horas do dia da tragédia, 125 corpos já tinham sido retirados do Instituto Médico Legal, depois de identificados por parentes e amigos. Restaram 54 corpos, dos quais 12 identificáveis e o restante completamente carbonizado. Em 30 horas, do meio-dia de sexta-feira até às 18h do dia seguinte (sábado), aproximadamente oito mil pessoas foram ao local, no bairro de Pinheiros, para reconhecer os cadáveres. O ambiente era de tristeza e até os funcionários não conseguiam esconder a emoção. Cinco mulheres desmaiaram enquanto faziam a identificação. O IML comprou 200 caixões e 50 coroas de flores para facilitar a retirada dos corpos. As vítimas foram colocadas no chão de quatro salas e pela manhã já exalavam um mau cheiro que os funcionários tentaram aliviar colocando incenso. O secretário dos Serviços Municipais, engenheiro Werner Zalouf, afirmou que cerca de 30 pessoas que morreram no incêndio e permaneceram no prédio não foram identificadas: "Acredito que o calor durante o incêndio tenha superado 900 graus e nessa temperatura um corpo fica totalmente destruído, restando no máximo um quilo e meio de cinzas. A água que os bombeiros jogaram pode ter transformado tudo em lama".
A tragédia do Joelma, que ocorreu apenas dois anos após o incêndio do Edifício Andraus, reabriu a discussão popular com relação aos sistemas de prevenção e combate a incêndios nas metrópoles brasileiras, cujas deficiências foram evidenciadas nas duas grandes tragédias. Na ocasião, o Código de Obras do Município de São Paulo em vigor era de 1934, um tempo em que a cidade tinha 700 000 habitantes, prédios de poucos andares e não havia a quantidade de aparelhos elétricos dos anos 1970.
A investigação sobre as causas do acidente, concluída e encaminhada à justiça, em julho de 1974, apontava a Crefisul e a Termoclima, empresa responsável pela manutenção elétrica, como principais responsáveis pelo incêndio. Afirmava que o sistema elétrico do Joelma era precário e estava sobrecarregado. Além disso, os registros dos hidrantes do prédio estavam inexplicavelmente fechados, apesar do reservatório contar na ocasião com 29 000 litros de água.
Segundo o Estadão, três empresas receberam acusações a respeito do caso: o Banco Crefisul (inquilino do prédio); a Joelma S.A Importadora Comercial e Construtora (construiu o prédio); e a Termoclima Indústria e Comércio Ltda (que instalou os aparelhos). De acordo com investigações, Alvino Fernandes e Sebastião da Silva, eletricista e ajudante de eletricista, não tinham curso completo sobre eletricidade e nunca receberam orientação técnica do Departamento de Serviços Gerais, que era quem respondia por reparações elétricas. O resultado do julgamento foi divulgado a 30 de abril de 1975. Kiril Petrov, gerente-administrativo da Crefisul, foi condenado a três anos de prisão. Walfrid Georg, proprietário da Termoclima, seu funcionário, o eletricista Gilberto Araújo Nepomuceno, e os eletricistas da Crefisul, Sebastião da Silva Filho e Alvino Fernandes Martins, receberam condenações de dois anos.

## Cultura popular

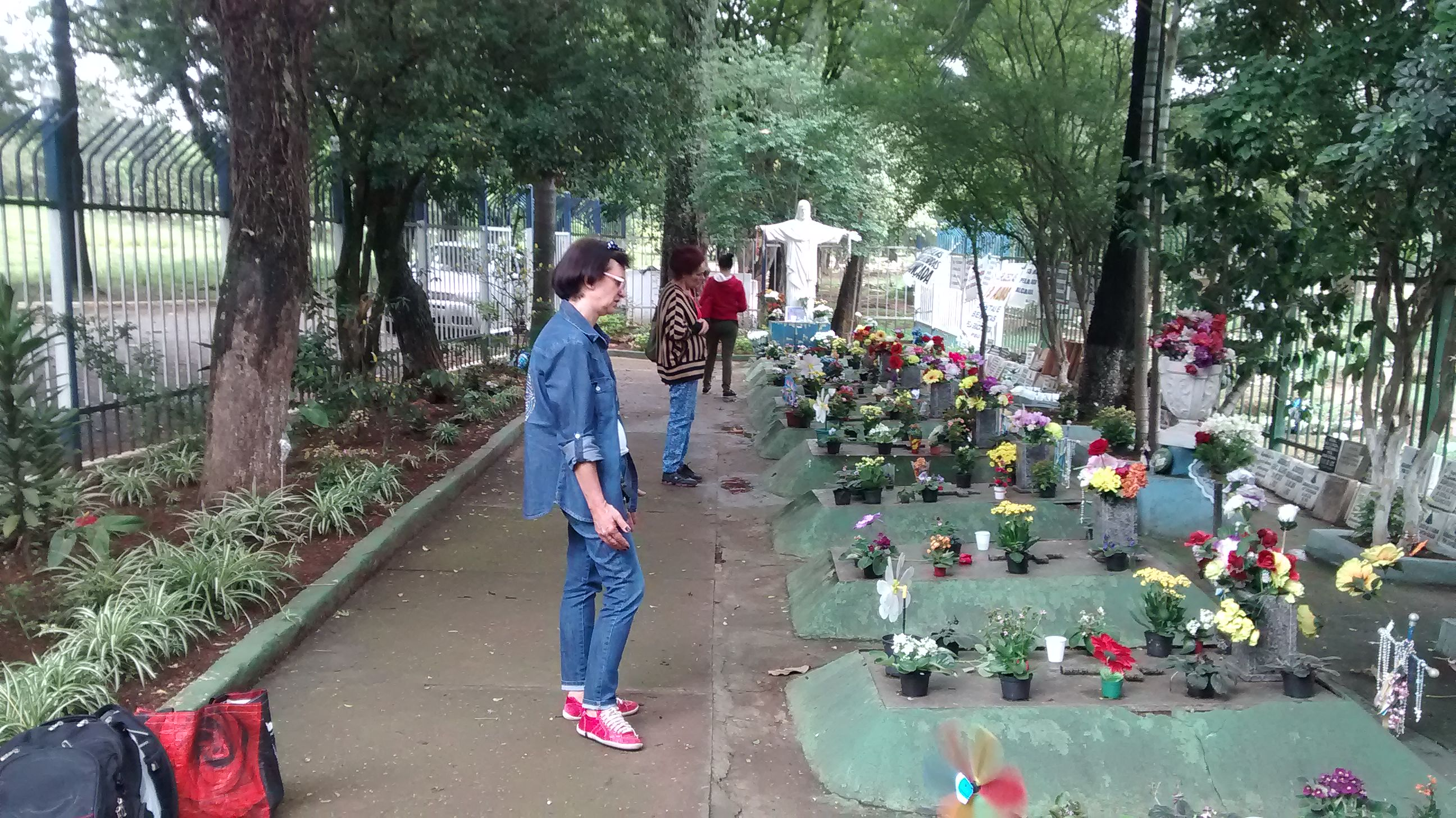
Sepulturas dos corpos não identificados.

A tragédia acabou ajudando a espalhar entre a população rumores de que o terreno no qual o prédio foi erguido seria amaldiçoado, com especulações de que até o fim do século XIX teria sido um pelourinho e fantasmas rondariam o local. 
Durante o incêndio, treze pessoas tentaram escapar por um elevador, mas não foram bem sucedidas. Seus corpos, não identificados, foram enterrados lado a lado no Cemitério São Pedro, na Vila Alpina. O fato acabaria sendo inspiração para o chamado "Mistério das Treze Almas", às quais são atribuídos diversos milagres.
Funcionários que já trabalharam no edifício revelam terem presenciado aparições de espíritos, ouvido gritos e vozes, além de terem visto fenômenos estranhos, como faróis de carros vazios acenderem e apagarem. A fama de que o local seria mal-assombrado aumentou ainda mais após a divulgação falsa de que o terreno teria sido palco de assassinatos, no acontecimento trágico o qual ficou conhecido como Crime do Poço, quando na verdade o fato ocorreu num terreno próximo.
Em março de 2020, o youtuber Renato Wamberto lançou na série de vídeos Nerd Doc, no canal Nerd Show, o documentário O Segredo do Edifício Joelma: O Prédio Amaldiçoado do Brasil.